# Pap (Ungarn)
Pap ist eine ungarische Gemeinde im Kreis Kisvárda im Komitat Szabolcs-Szatmár-Bereg.

## Geografische Lage
Pap liegt im Nordosten des Landes, etwa vier Kilometer östlich der Kreisstadt Kisvárda. Nachbargemeinden im Umkreis von fünf Kilometern sind Jéke, Nyírlövő und Anarcs.

## Geschichte
Pap und seine Umgebung waren schon in der Bronzezeit besiedelt, wie archäologische Funde beweisen. Der Name Terra Pop ist schon in Dokumenten aus der Zeit von König Ladislaus IV. (1272–1290) zu finden. Im Jahre 1435 wurde in einem Dokument der Handschriftensammlung von Zsély schon der heutige Name verwendet. 1458 erwarb die Familie Várday den Ort. Spätere Besitzer waren die  Eszterházys, Barone Horváth, die Familien Petrovay, Eördögh, Pethő und Erőss. Anfang des 20. Jahrhunderts war der Ort im Besitz des Barons Ferenc Horváth und György Orosz.

## Kultur und Sehenswürdigkeiten
- Reformierte Kirche, erbaut 1838 (Spätbarock)
- Römisch-katholische Kirche Szent István király, in der auch Gottesdienste der griechisch-katholischen Gemeinde stattfinden
- Olympia-Baum (2014)
- Schloss Horváth (Horváth kastély, inzwischen abgetragen)

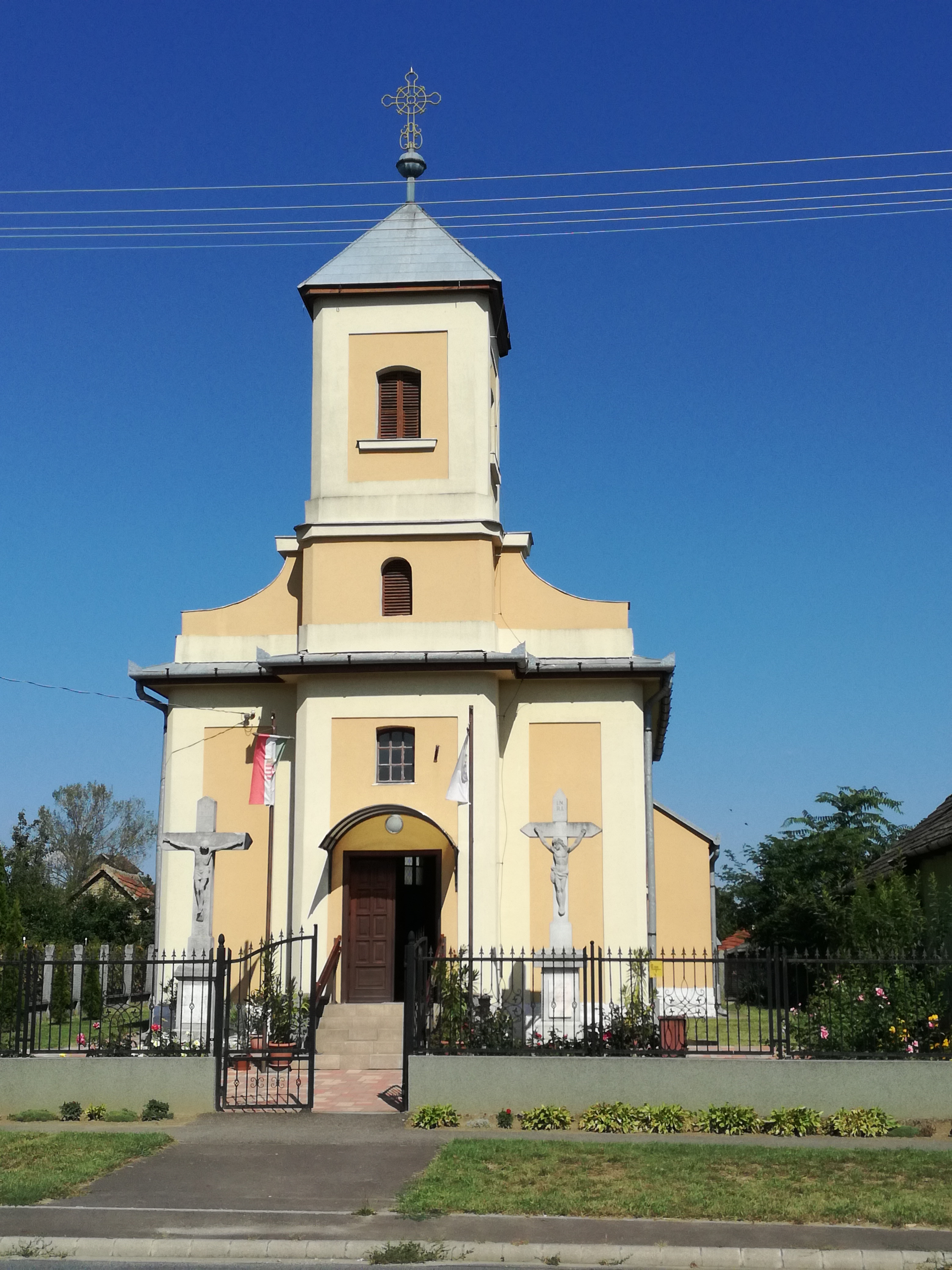
Römisch-katholische Kirche Szent István király
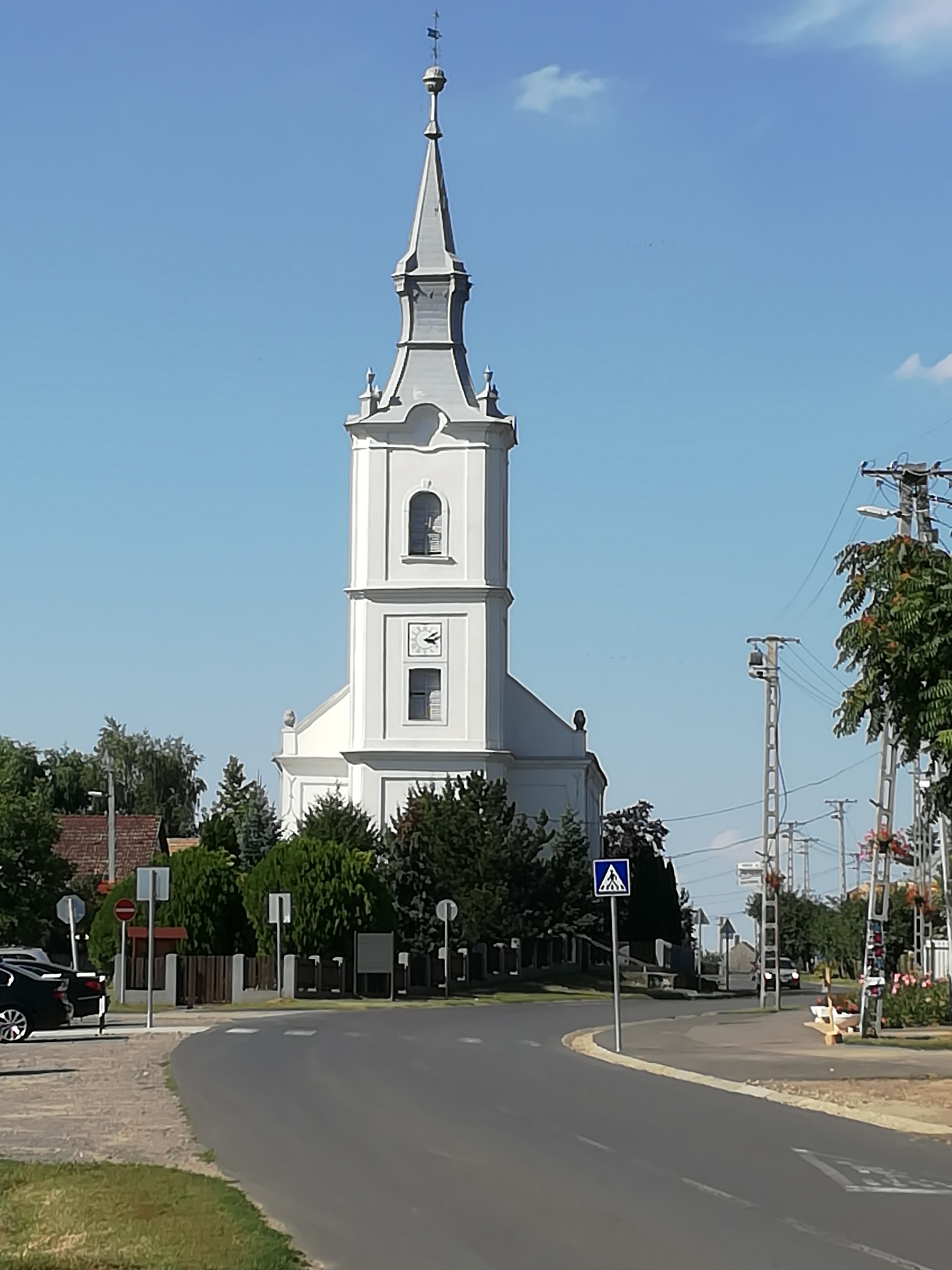
Reformierte Kirche
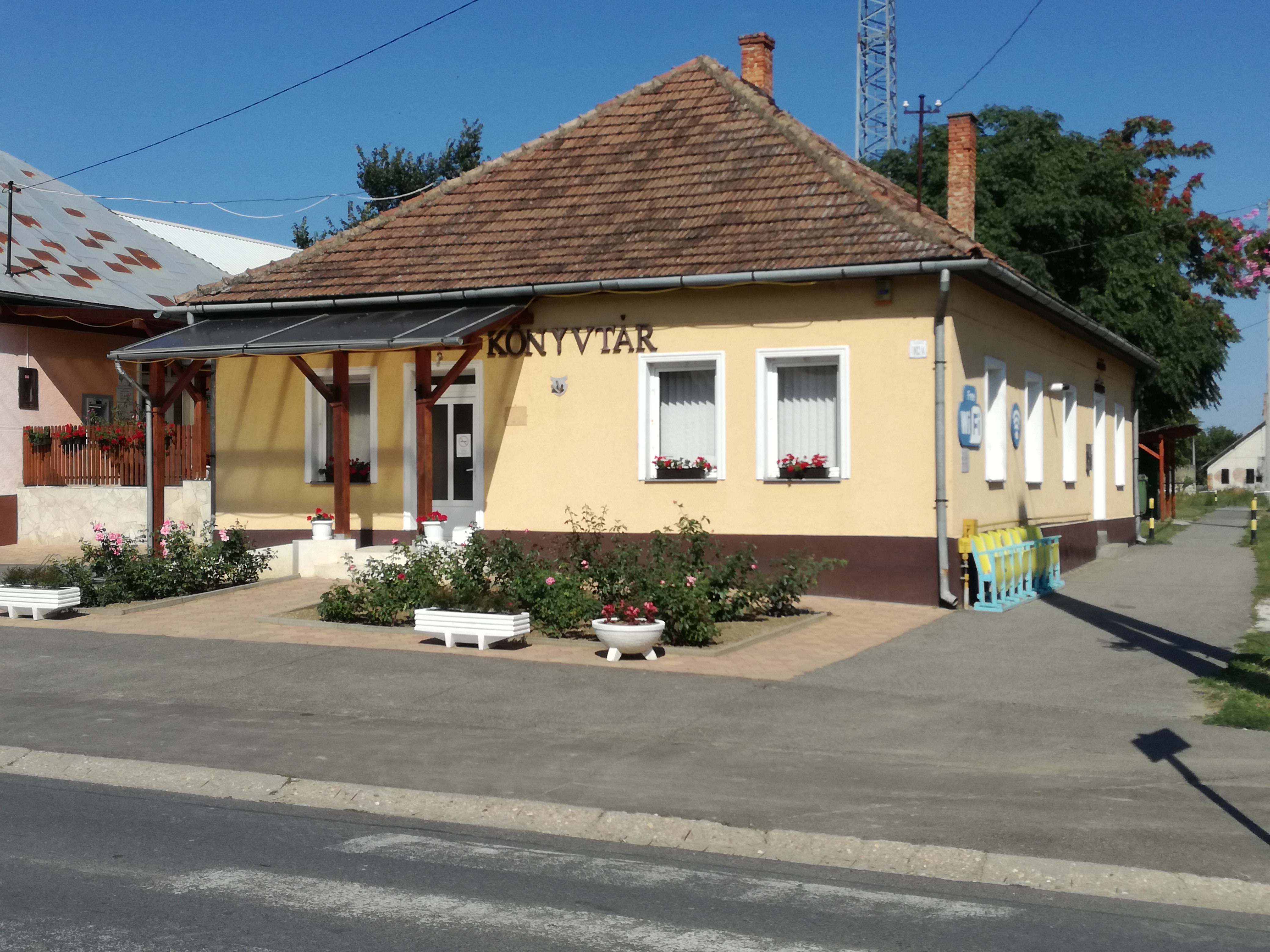
Bücherei in Pap
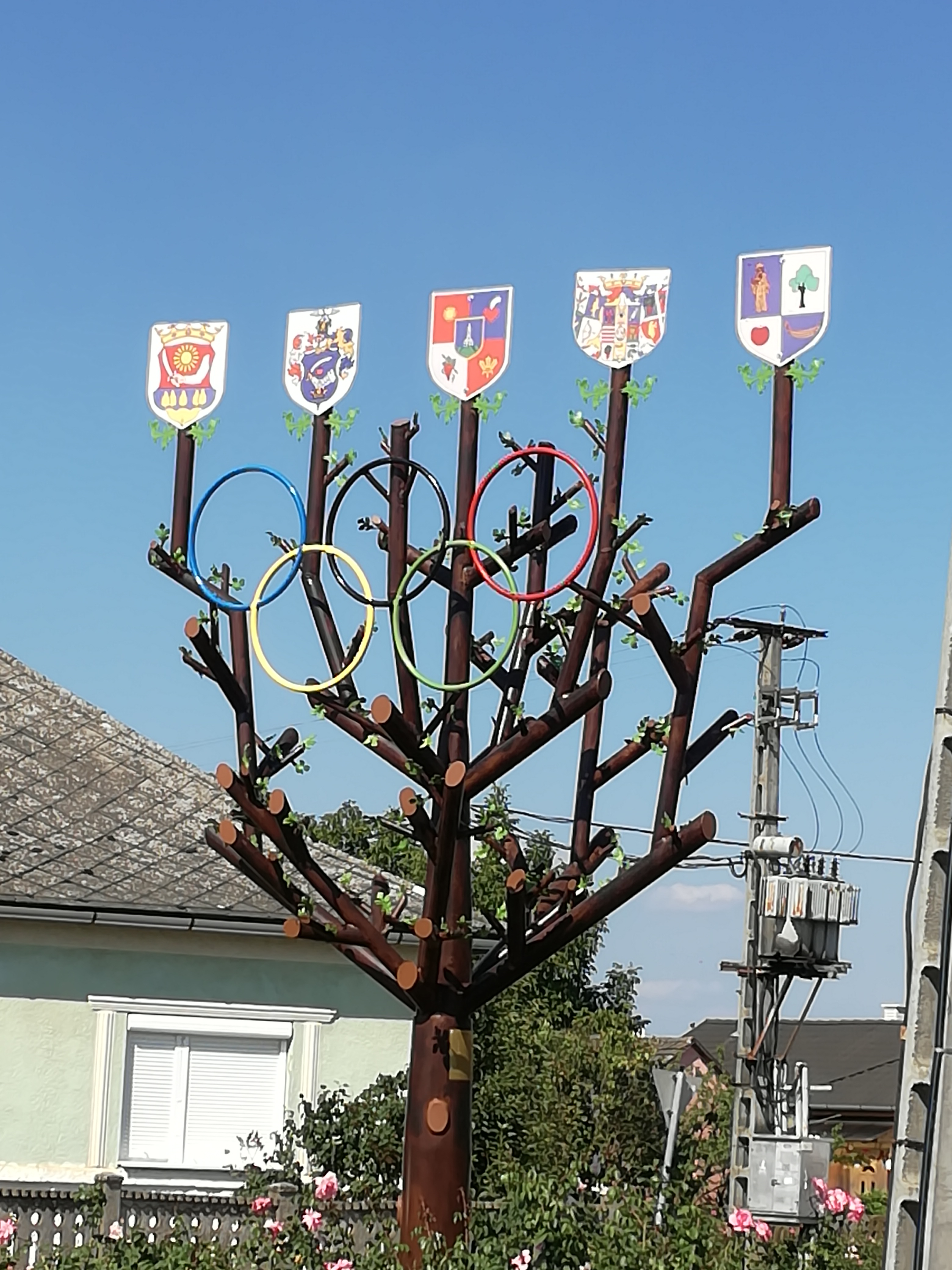
Olympia-Baum

## Wirtschaft und Infrastruktur

### Verkehr
Durch Pap verläuft die Landstraße Nr. 4109. Es bestehen Busverbindungen nach Kisvárda, Vásárosnamény und Aranyosapáti. Der nächstgelegene Bahnhof befindet sich fünf Kilometer nordwestlich in Kisvárda-Hármasút.

### Öffentliche Einrichtungen
Kindergarten, Schule, Bibliothek, Sportplatz